# Holding On for Life
«Holding On for Life» —en español: «Aferrarse a la vida»— es una canción interpretada por la banda rock alternativo estadounidense Broken Bells. Escrito por miembros de la banda de James Mercer y Brian Burton y producidos por esta última, la canción fue grabada originalmente para el segundo álbum de estudio de la banda, After the Disco, donde aparece como la tercera canción. Fue lanzado el 21 de noviembre de 2013, el primer sencillo de After the Disco.

## Video musical
Un video musical de la canción fue dirigido por Jacob Gentry, y los actores Kate Mara y Anton Yelchin. El vídeo sirve como una secuela del video dado a conocer previamente para la canción «Angel and the Fool», también de After the Disco.

## Posicionamiento en listas
| Listas (2013)                               | Mejor posición |
| ------------------------------------------- | -------------- |
| Bélgica (Flandes) (Ultratip Bubbling Under) | 3              |
| Bélgica (Valonia) (Ultratip Bubbling Under) | 30             |
| US Adult Alternative Songs (Billboard)      | 2              |
| Estados Unidos (Alternative Airplay)        | 16             |
| Estados Unidos Hot Rock Songs (Billboard)   | 22             |